# Tabriz Petrochemical Team/Saison 2012
Dieser Artikel listet Erfolge und Fahrer des Radsportteams Tabriz Petrochemical Team in der Saison 2012 auf.
Die UCI gab am 26. Januar 2012 bekannt, dass das Team als eines von drei asiatischen Continental Teams aufgrund seiner Platzierung in einem fiktionalen Ranking zu Saisonbeginn Startrecht zu allen Rennen der ersten und zweiten UCI-Kategorie der UCI Asia Tour 2012 hat.

## Erfolge in der UCI Asia Tour
| Datum               | Rennen                                  | Kat. | Fahrer           |
| ------------------- | --------------------------------------- | ---- | ---------------- |
| 24. Juni            | Iranische Meisterschaft – Straßenrennen | CN   | Hossein Alīzādeh |
| 1. Juli             | 3. Etappe Tour of Qinghai Lake          | 2.HC | Hossein Alīzādeh |
| 29. Juni – 12. Juli | Gesamtwertung Tour of Qinghai Lake      | 2.HC | Hossein Alīzādeh |
| 30. August          | 2. Etappe Tour of East Java             | 2.2  | Hossein Nateghi  |
| 27. September       | 2. Etappe Tour de Brunei                | 2.2  | Hossein Askari   |
| 28. September       | 3. Etappe Tour de Brunei                | 2.2  | Hossein Nateghi  |
| 26.–30. September   | Gesamtwertung Tour de Brunei            | 2.2  | Hossein Askari   |

## Platzierungen in UCI-Ranglisten
| UCI Continental Circuit | Platz |
| ----------------------- | ----- |
| UCI Asia Tour 2012      | 2     |

## Abgänge – Zugänge
| Zugänge           | Team 2011       | Abgänge             | Team 2012                       |
| ----------------- | --------------- | ------------------- | ------------------------------- |
| Hossein Nateghi   | Vali ASR Kerman | Boris Schpilewski   | AG2R La Mondiale                |
| Amir Kolahdozhagh | Neoprofi        | Mahdi Sohrabi       | Lotto Belisol Team              |
| Saeid Navidfar    | Neoprofi        | Tobias Erler        | ARBÖ Gebrüder Weiss-Oberndorfer |
| Saeid Safarzadeh  | Neoprofi        | Arvin Moazzemi      | Azad University Cross Team      |
|                   |                 | Markus Eibegger     | RC ARBÖ Gourmetfein Wels        |
|                   |                 | Abolfazl Gilanipoor | Unbekannt                       |

## Mannschaft
| Name                      | Geburtstag         | Nationalität |
| ------------------------- | ------------------ | ------------ |
| Hossein Alīzādeh          | 24. Januar 1988    | Iran         |
| Alireza Asgharzadeh       | 11. Januar 1986    | Iran         |
| Hossein Askari            | 23. März 1975      | Iran         |
| Hossein Jahabanian        | 2. April 1976      | Iran         |
| Hamed Jannat              | 2. Oktober 1989    | Iran         |
| Behnam Khalilikhosroshahi | 7. Februar 1989    | Iran         |
| Amir Kolahdozhagh         | 7. Januar 1993     | Iran         |
| Ramin Maleki              | 18. März 1987      | Iran         |
| Ghader Mizbani            | 6. Dezember 1975   | Iran         |
| Hossein Nateghi           | 8. Februar 1987    | Iran         |
| Saeid Navidfar            | 12. Juli 1989      | Iran         |
| Ali Nemati                | 25. Februar 1985   | Iran         |
| Saeid Safarzadeh          | 21. September 1985 | Iran         |